# Cal Núvol (Banyeres del Penedès)
Cal Núvol és una obra del municipi de Banyeres del Penedès (Baix Penedès) inclosa en l'Inventari del Patrimoni Arquitectònic de Catalunya.

## Descripció
L'edifici consta de tres plantes separades per cornises i ocupa el xamfrà del carrer Pau Casals. Els baixos tenen una gran portalada amb llinda però amb els angles arrodonits. A cada banda hi ha dues finestres rectangulars, la del costat esquerre inferior s'ha convertit en una porta rectangular. El pis noble presenta tres balcons sostinguts per mènsules, amb barana de ferro forjat i trencaaigües en forma de frontó. El segon pis té una sèrie de finestres aparellades de forma rectangular i de poca alçada. A sobre hi trobem la cornisa sostinguda per carteles. Rematant l'edifici hi ha una barana.

## Història
La casa fou comprada els anys quaranta pels propietaris actuals (1983). Abans era del Sr. Miquel, resident a Barcelona on tenia una botiga de peix a Banyeres (Cal Quim) i decidí invertir la seva fortuna en la compra d'una casa, modificà l'edifici: hi instal·là aigua corrent,... Sembla que la casa data de principis de segle xx.